# Flakpanzer Gepard
A Flakpanzer Gepard egy az 1970-es években kifejlesztett német önjáró légvédelmi gépágyú. A főfegyverzete két 35 milliméteres Oerlikon KDA gépágyú, amelyet egy teljesen körbeforgatható lövegtorony két oldalára helyeztek el. A két gépágyú együttes elméleti tűzgyorsasága 1100 lövés percenként, hatásos lőtávolságuk pedig mintegy 5,5 km. A célok felkutatását és az irányzás egy 15 km hatósugarú célkereső és egy hasonló teljesítményű célkövető radar segíti. A Leopard 1 típusú harckocsi-alvázra épített Gepardokat eredetileg a nyugat-német, a belga és a holland haderő rendszeresítette. A típust mindhárom haderő kivonta az aktívszolgálatból a 2000-es évek második felében.
A szolgálatból kivont Gepardokat részben letárolták, egy részüket tovább értékesítették. Románia, Jordánia, Katar és Brazília vásárolt belőlük kisebb-nagyobb mennyiséget. A német kormány 2022. áprilisi döntése alapján 52 darabot szállítottak Ukrajna részére katonai segélyként. 2022 szeptember végéig 30 Gepard került átadásra az ukrán haderőnek. Az ukrajnai háború a Gepard első "éles" háborús részvétele, ahol sikeresen alkalmazzák drónok, robotrepülőgépek és földi célpontok ellen egyaránt.
Az ukrajnai tapasztalatok szerint a fegyver különösen hatásos az iráni eredetű Sahed 136 típusú "öngyilkos drónok" ellen, amelyeket a Gepard radarja 16 km-ről érzékeli és átlagosan 6 lövedékkel meg tudja semmisíteni őket. Az egyik bevetés alkalmával egy Gepard 10 iráni drónt semmisített meg egymás után. 2022 szeptember és 2023 januárja között a Geparddal 540 Sahes 136 drónt semmisítettek meg.

## Alkalmazók

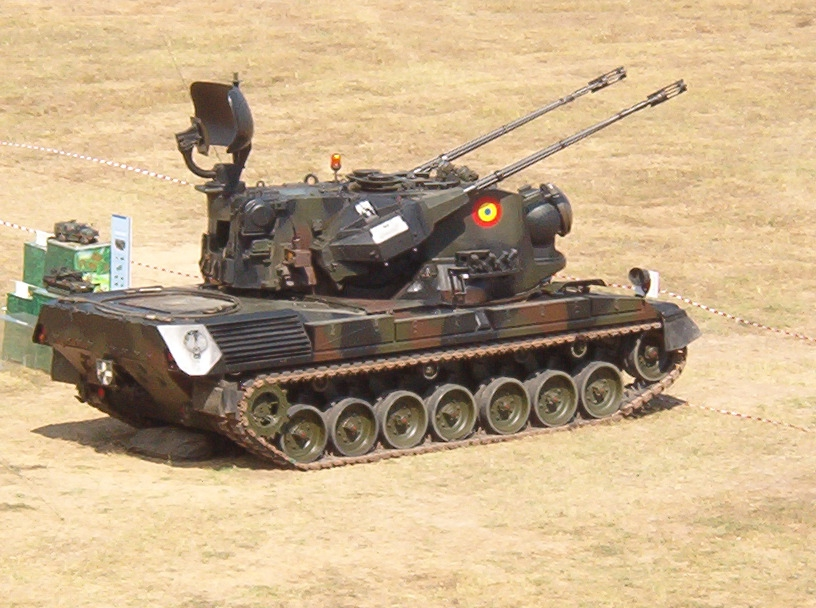
A román hadsereg egyik Gepárdja
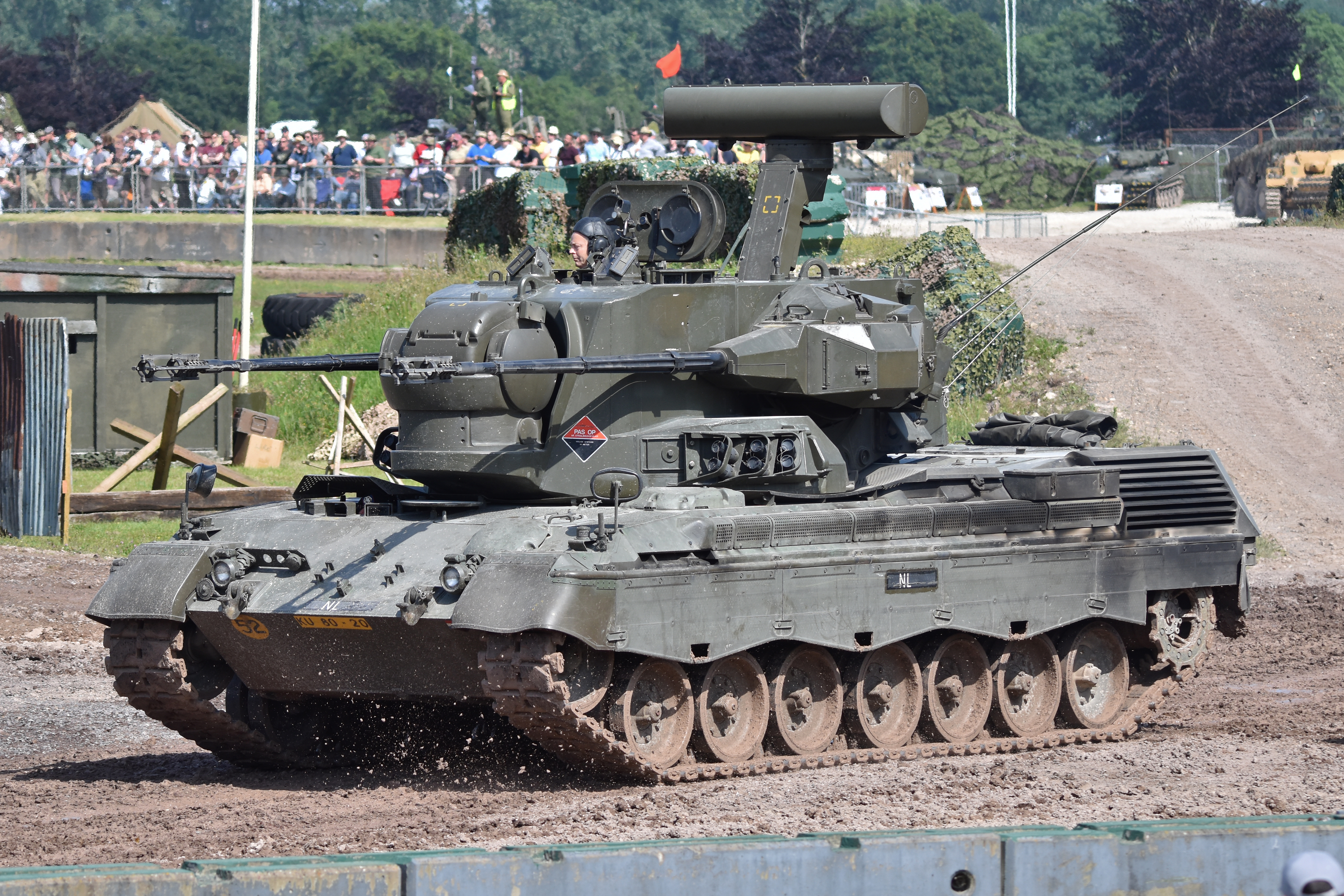
A holland eredetű Gepárdokat az eltérő radarjaikról lehet felismerni
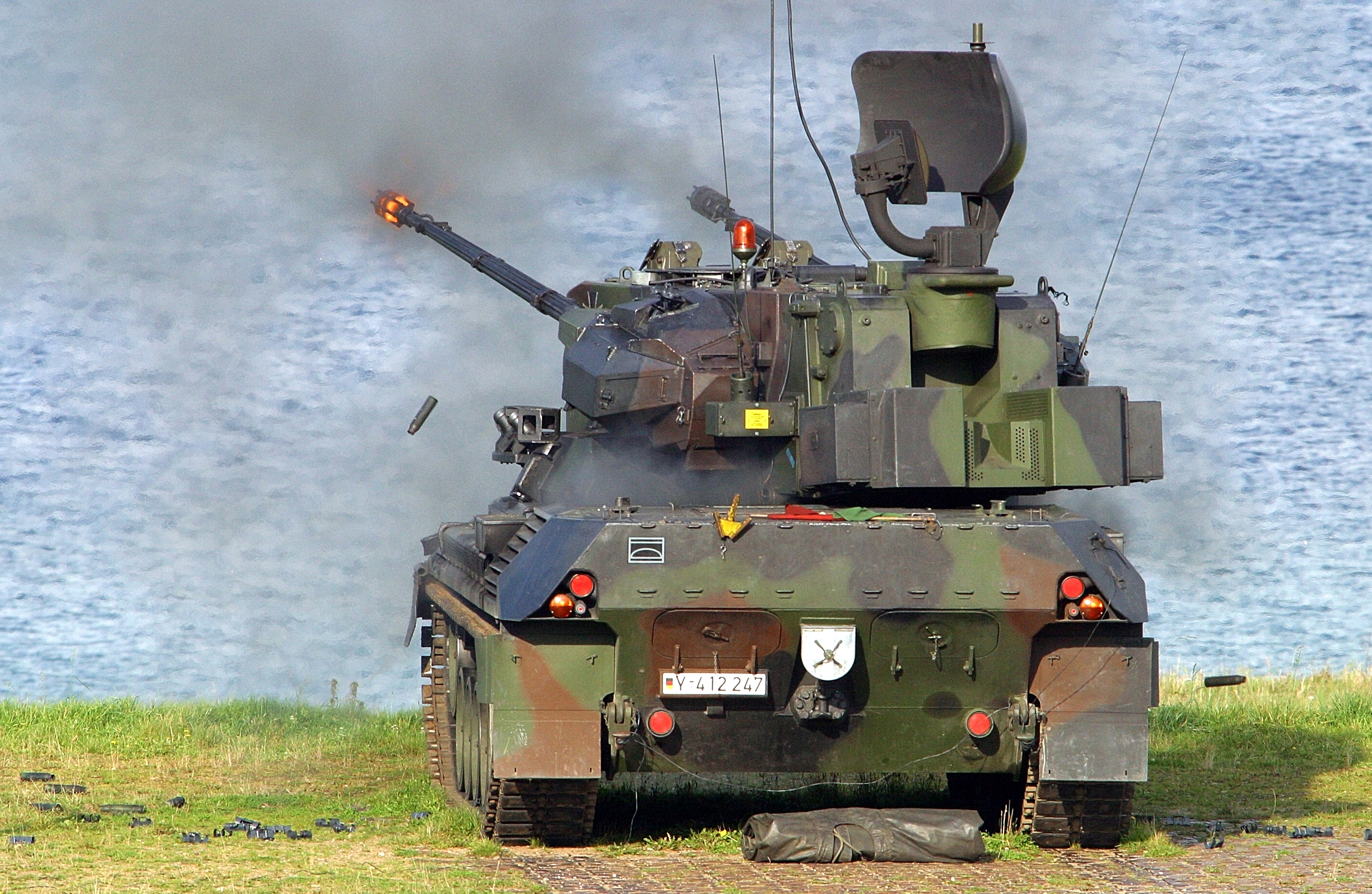
Egy német Gepard lőgyakorlaton
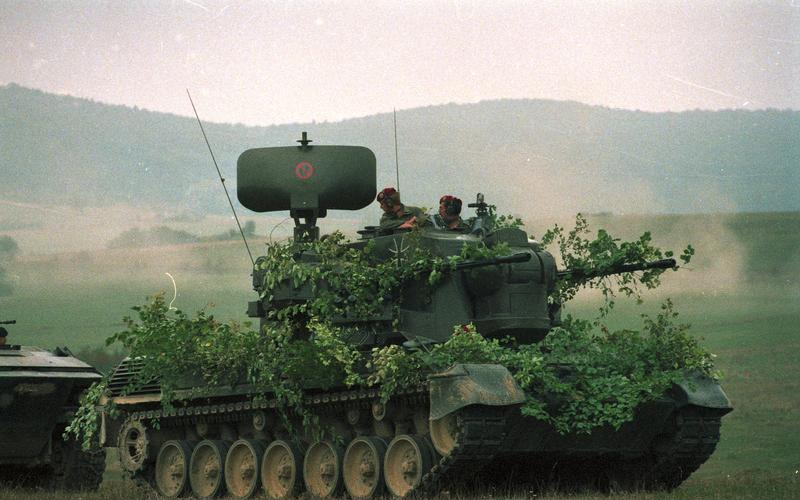
Egy Nyugat-német Gepard hadgyakorlaton (1986)

#### Jelenlegi alkalmazók
Brazília
 Katar
 Románia
 Ukrajna – 2024. júniusi állapot szerint 112 db áll szolgálatban az Ukrán Fegyveres Erőknél. 2022-2023-ban Németország katonai segélyként 52 darab felújított járművet és hozzájuk tartozó pótalkatrészeket adott át a korábban kivont és tárolt készletből. 2024-ben további 50 darab holland eredtő, majd később Jordániának eladott járművet kapott Ukrajna, amelyeket az Egyesült Államok vásárolt meg Jordániától Ukrajna számára.

#### Múltbeli alkalmazók
Belgium
 Chile
 Hollandia
 Németország
 Jordánia – 2013-ban 60 darabot vásárolt a Hollandiában kivont állományból. 2023-ban mind a 60 darabot az Egyesült Államok megvásárolta Ukrajna számára.